# Blade (futuro jogo eletrônico)
Blade é um futuro jogo eletrônico de ação e aventura desenvolvido por Arkane Studios e publicado pela Bethesda Softworks . Baseado no personagem Blade da Marvel Comics, contará com uma narrativa original inspirada na mitologia dos quadrinhos do personagem, ao mesmo tempo que deriva de várias aparições me outras mídias. A história segue o caçador de vampiros Eric Brooks enquanto ele tenta evitar uma invasão vampírica em Paris enquanto luta com suas origens entre os mortos-vivos e os vivos.
O jogo foi anunciado em dezembro de 2023, tendo então iniciado o desenvolvimento inicial. Está sendo liderado pelo diretor do jogo Dinga Bakaba e pelo co-diretor criativo Sebastien Mitton, o último dos quais também atua como diretor de arte do título.

## Sinopse

### Personagens e cenário
Blade apresenta um elenco baseado na história de cinquenta anos do personagem em quadrinhos e várias adaptações em outras mídias. O jogo segue Eric Brooks, um dampiro que passou sua vida como “o Daywalker”, um caçador de vampiros e outras criaturas da noite, enquanto lutava com sua dupla herança: o calor da sociedade humana e a sede de sangue dos mortos-vivos. A narrativa do jogo o leva a uma zona de quarentena no meio de Paris onde um grupo de vampiros surgiu para aterrorizar a cidade à noite, forçando os civis a se abrigarem dentro de suas casas até o nascer do sol.

## Jogabilidade
Blade é um título de ação e aventura em terceira pessoa baseado em narrativa, representando um afastamento dos jogos anteriores desenvolvidos por Arkane Lyon, que geralmente eram jogados em uma perspectiva de primeira pessoa.

## Desenvolvimento
Arkane Lyon, a divisão de desenvolvimento da Arkane Studios com sede na França, conhecida por seu trabalho na série Dishonored e Deathloop, começou o trabalho preliminar em seu próximo projeto em janeiro de 2022, após a conclusão e lançamento do último jogo, momento em que Dana Nightingale, designer principal de sistemas e campanhas de Deathloop, foi designada para atuar como diretora de campanha e designer principal de Blade.
Um jogo licenciado sem título da Bethesda Softworks foi mencionado nos documentos internos da editora como previsto para o ano fiscal de 2024 que termina em 30 de setembro de 2024. Tendo vazado da audiência da Federal Trade Commission (FTC) sobre a aquisição da Activision Blizzard pela Microsoft em agosto de 2023, o prazo de lançamento precedeu a aquisição da empresa-mãe da Bethesda, ZeniMax Media, pela Microsoft em março de 2021, que consolidou os estúdios de desenvolvimento da Bethesda como parte do Xbox Game Studios antes de ser reestruturada como uma subsidiária da Microsoft Gaming. Neste momento, a Bethesda já havia sido selecionada pela Disney para publicar um jogo Indiana Jones desenvolvido pela MachineGames sob licença da Lucasfilm Games.
Blade foi anunciado com um trailer cinematográfico durante o The Game Awards 2023 em 7 de dezembro de 2023, como um título colaborativo entre Arkane Lyon, Bethesda e Marvel Games. O anúncio foi acompanhado por uma entrevista entre o apresentador do The Game Awards, Geoff Keighley, o diretor do jogo Dinga Babka e o vice-presidente da Marvel Games, Bill Rosemann. Babka, que está reassumindo os deveres de direção no título após Deathloop, falou sobre o personagem Blade e a ressonância que ele trouxe para ele, alguém que também compartilhava sua origem mista. Ele estava empolgado em ambientar o personagem em sua cidade natal, Paris, como cenário do jogo, afirmando que considerava a oportunidade do estúdio interpretar o material à sua própria maneira como um sonho seu, além de "um desafio que nossa equipe abraça com paixão". O co-diretor criativo e diretor de arte, Sebastien Mitton, comentou sobre a abordagem de um personagem como Blade como uma oportunidade para levar a direção de arte da Arkane a sensibilidades mais modernas, enquanto Rosemann citou 'sua paixão pessoal e visão arrojada para nosso ícone iconoclasta meio-humano, meio-vampiro' como a razão pela qual foram selecionados para desenvolver o jogo. O Xbox confirmou seu envolvimento no desenvolvimento logo após o anúncio. A arte conceitual inicial que estabelece os visuais estilizados do jogo, o design do personagem de Blade e os elementos do cenário de Paris foram apresentados por Sebastien Mitton na semana seguinte.